# Todos cambiamos
Todos cambiamos es una película panameña dramática de 2019 dirigida por Arturo Montenegro, producida por Q Films, e incluye un elenco conformado por Arantxa de Juan, Gaby Gnazzo, Felipe Rosarios, Andrea Pérez Meana, Susan Elizabeth Castillo, Mónica Lola Díaz, José Manuel Arispe, Leonte Bordanea, entre otros. Con una temática LGBT, es la primera del género en producirse en Panamá, y aborda temas como las nuevas familias y derechos humanos. Trata sobre la familia Ponces, en la que el padre empieza a tener comportamientos transgénero y decide someterse a una cirugía de reasignación de sexo, lo que provoca una situación sentimental entre los miembros de la familia.
El rodaje de la película se llevó a cabo en Bangkok, Tailandia y en la provincia de Chiriquí. Se estrenó el 15 de agosto de 2019 en Panamá, Costa Rica, Guatemala y República Dominicana.
La película recibió críticas mixtas por su trama, y fue escogida para candidata al Óscar a la mejor película internacional para la 92.º  entrega de los premios, pero no pasó la etapa final de selección. En Los Ángeles Film Awards del 2019, obtuvo nueve premios.

## Sinopsis
En el pueblo de Bambito, Chiriquí, Federico (Arantxa de Juan)  y Carol Ponces (Gaby Gnazzo) tienen una familia de tres hijos que parece ser perfecta. Sin embargo, los hijos no saben que el papá tiende a disfrazarse de mujer y se hace llamar Lizzie. Esto comienza como algo divertido, pero llega a ser algo profundo para Federico, quien lucha por mantener su familia junta y conservar a su esposa. Decide realizarse una cirugía de reasignación de sexo en Tailandia, lo que provoca una situación sentimental entre los miembros de la familia.

## Reparto
- Arantxa de Juan como Federico Ponces/Lizzie.
- Gaby Gnazzo como Carol Ponces.
- Felipe Rosarios como Matías.
- Andrea Pérez Meana como Lucy.
- Susan Elizabeth Castillo
- Mónica Lola Díaz
- José Manuel Arispe
- Leonte Bordanea

Rafael Moya (Extra)

## Producción
En un principio la película estaba titulada como Señora Lizzie, pero el título fue descartado tiempo después. La cinta ganó un premio en la categoría «post producción» del Fondo Cine 2019 del Ministerio de Comercio e Industrias, en la que recibió 25 000 balboas del millón total del presupuesto. También recibió apoyo por parte del gobierno tailandés y la Fundación Iguales. El rodaje se llevó a cabo en Bangkok, Tailandia y distintas localidades de la provincia de Chiriquí como Bambito, Boquete, Cerro Punta y Volcán. Montenegro comentó que la historia nació de «la necesidad de visibilidad de un tema como la transexualidad y su relación con la familia ante una mirada dura de una sociedad que prejuzga». Se llevó a cabo un proceso de investigación sobre la transexualidad para brindar a la audiencia información veraz. El director también señaló que «el proceso de investigación sobre la transexualidad fue muy profundo y dedicamos mucho tiempo a la escritura del guion para tener una historia altamente impactante y humana». Según la productora Gina Cochez, el proceso de producción no fue fácil «ya que muchos grupos de extrema derecha panameños intentaron boicotear la película» e incluso recibieron amenazas de bomba durante el estreno, para lo cual fue necesaria la presencia de la Unidad Técnica de Explosivos de la Policía Nacional. El tráiler se publicó el 20 de junio. Meses después del lanzamiento, la compañía productora estadounidense New Cadence Productions adquirió los derechos de la película en América del Norte.

## Recepción

### Críticas
La película recibió críticas mixtas por parte de la audiencia y críticos, por el tema que abordaba. Hernán Hidalgo, presidente del Colectivo Diversidad 9 de Enero en Costa Rica, comentó: 

«Esta película permite promover en Costa Rica una mayor educación sobre el tema del género, además de invitar al público a hacer reflexión sobre la importancia de que en el país exista más respeto hacia estas personas.
A diferencia del personaje central de la película Todos cambiamos, que sí tiene más recursos económicos para costearse los procedimientos a los que recurre una persona transexual, en Costa Rica no es así. Una buena parte de esta población no cuenta con las herramientas necesarias para hacerle frente a esto, principalmente por los señalamientos y los juicios sociales y religiosos a los que se expone porque no hay una educación masiva sobre ello».
Hernán Hidalgo en La Nación.

El 24 de noviembre, en homenaje al Mes de Conciencia Trans, la película fue proyectada en el Teatro Ricardo Montalbán en Hollywood.
En el mes de julio, se creó una campaña en CitizenGo de recolección de firmas que pedía al Presidente de la República de Panamá, Laurentino Cortizo y a la Ministra de Desarrollo Social Markova Concepción que califique la película como no apta para menores de edad, por «tratar de normalizar el transgenerismo». Los firmantes manifestaron su preocupación argumentando que «como sabe, se trata de una película cuyo objetivo es tratar de normalizar el trasgenerismo a través de una historia real adulterada» y que la película es «adulterada» porque «la realidad es que el hombre que ‘cambió’ de sexo sufrió muchísimo e hizo sufrir todavía más a su mujer e hijos”». También comentaron que los «irrita sobremanera» saber que el Ministerio de Comercio e Industrias financia parcialmente la película pues «viola abiertamente los artículos 35 y 89 de nuestra Constitución». Los artículos 35 y 89 de la Constitución Política de la República de Panamá indican respectivamente que «es libre la profesión de todas las religiones, así como el ejercicio de todos los cultos, sin otra limitación que el respeto a la moral cristiana y al orden público. Se reconoce que la religión católica es la de la mayoría de los panameños» y «los medios de comunicación social son instrumentos de información, educación, recreación y difusión cultural y científica. Cuando sean usados para la publicidad o la difusión de propaganda, éstas no deben ser contrarias a la salud, la moral, la educación, formación cultural de la sociedad y la conciencia nacional. La Ley reglamentará su funcionamiento». Sin embargo, esta campaña no tuvo éxito gracias a la oposición de varios sectores de la sociedad panameña, oenegés que se argumentarion en los convenios internacionales y los artículos 17, 19 y 21 de la constitución panameña y por ello la película fue estrenada sin ningún problema.

### Premios Óscar
Días después del lanzamiento, la Academia de Ciencia y Artes Cinematográficas de Panamá seleccionó la película para representar al país en los Premios  Óscar 2020 en la categoría mejor película internacional, siendo el primer país latinoamericano en escoger su candidato. En octubre, Montenegro anunció que la película pasó la etapa de preselección, sin embargo, no logró llegar a los 10 finalistas de los que se escogerían los 5 nominados.

## Premios y nominaciones
| Año  | Premio                  | Categoría                         | Candidato(s)                                                                                    | Resultado | Ref    |
| ---- | ----------------------- | --------------------------------- | ----------------------------------------------------------------------------------------------- | --------- | ------ |
| 2019 | Los Angeles Film Awards | Mención de Honor: Rasgo Narrativo | Arturo Montenegro                                                                               | Ganadora  | [ 19 ] |
| 2019 | Los Angeles Film Awards | Mejor Película LGBTQ              | Arturo Montenegro                                                                               | Ganadora  | [ 19 ] |
| 2019 | Los Angeles Film Awards | Mejor Director (Largometraje)     | Arturo Montenegro                                                                               | Ganadora  | [ 19 ] |
| 2019 | Los Angeles Film Awards | Mejor Actriz                      | Arantxa De Juan                                                                                 | Ganadora  | [ 19 ] |
| 2019 | Los Angeles Film Awards | Mejor Actriz de Soporte           | Gaby Gnazzo                                                                                     | Ganadora  | [ 19 ] |
| 2019 | Los Angeles Film Awards | Mención de Honor: Dúo             | Gaby Gnazzo y Arantxa De Juan                                                                   | Ganadora  | [ 19 ] |
| 2019 | Los Angeles Film Awards | Mejor Conjunto (Largometraje)     | Gaby Gnazzo, Kike Dos Santos, Arantxa De Juan, Felipe Rosarios, Gretel Roux, Juan José De Abreu | Ganadora  | [ 19 ] |
| 2019 | Los Angeles Film Awards | Mejor Fotografía (Largometraje)   | Aaron Bromley                                                                                   | Ganadora  | [ 19 ] |
| 2019 | Los Angeles Film Awards | Mejor Maquillaje                  | Magdalena Puibusque                                                                             | Ganadora  | [ 19 ] |